# Crnomorska regija
Crnomorska regija (turski: Karadeniz Bölgesi) je jedan od sedam geografskih regija Turske. Omedjena je turskim regijama Marmarom na zapadu, Centralnom Anadolijom na jugu, Istočnom Anadolijom na jugoistoku kao i Gruzijom na severoistoku i Crnim morem na severu. U regiji živi 7.547.841 stanovnika (2012.) na površini od 116.239,68 km².

## Geografija
Regija ima strmu, stenovitu obalu, kroz koju se većina reka probija do mora po uskim klisurama. Nekoliko većih reke sa svojim pritokama se probijaju kroz Pontijske planine i formiraju šire kotline.
Pristup prema unutrašnjosti zemlje je ograničen na tih nekoliko kotlina, jer planine, čiji vrhovi dosežu od 1.525 do 1.800 m na zapadu sve do 3.000 do 4.000 m na istoku, formiraju gotovo neprekinuti zid koji odvaja obalu od unutrašnjosti zemlje. Više padine okrenute prema severozapadu često su obrasle gustom šumom. Zbog tih prirodnih prepreka, crnomorska obala je istorijski bila izolovana od unutrašnjosti tj. od Anadolije.

## Klimatske karakteristike
Crnomorska regija ima vlažnu subtropsku klimu gde su kišne padavine količinski znatne i raspoređene tokom cele godine. Na obali, leta su topla i vlažna, a zime su hladne i vlažne. Ova regija ima najveće količine padavina i jedini region Turske koji prima velike količine padavina tokom cele godine. Istočni deo obale s prosečnih 2.500 mm padavina godišnje ima najviši prosek padavina u zemlji. Sneg je uobičajen izmedju decembra i marta, uobičajeno sneg pada sedmicu do dve, ali se desi da zima potraje i duže. Temperatura vode cele turske obale Crnog mora je uvek sveža i varira između 8° i 20 °C tokom cele godine.